# Рамийи
Рамийи́ (или Рамильи́; фр. Ramillies [ʀamili(ː)], валлон. Ramiêye) — коммуна в Валлонии, расположенная в провинции Валлонский Брабант, округ Нивель. Принадлежит Французскому языковому сообществу Бельгии. На площади 48,68 км² проживают 5756 человек (плотность населения — 118 чел./км²), из которых 49,57 % — мужчины и 50,43 % — женщины. Средний годовой доход на душу населения в 2003 году составлял 12 938 евро.
Почтовый код: 1367. Телефонный код: 081.
Место битвы при Рамильи (1706 год) — одного из важных сражений войны за испанское наследство.